# Solaseed Air

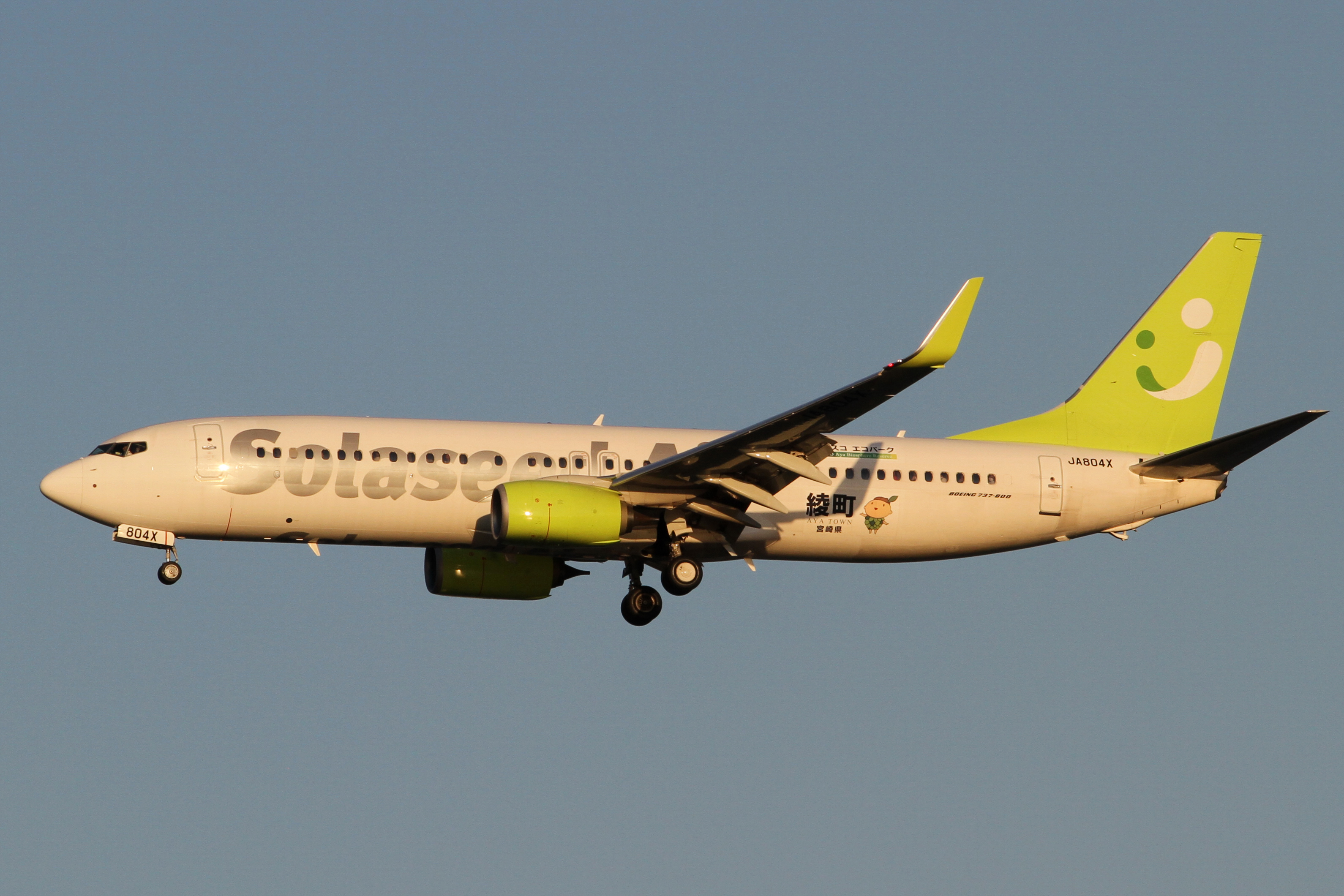
Solaseed Air Boeing 737-800

Solaseed Air – japońska tania linia lotnicza z siedzibą w Miyazaki, na wyspie Kiusiu. Obsługuje połączenia pomiędzy miastami Kiusiu i Tokio. Założona w maju 2002 jako Skynet Asia Airways, od 1 lipca 2011 funkcjonuje pod obecną nazwą.
Agencja ratingowa Skytrax przyznała linii cztery gwiazdki.

## Flota
Według stanu na styczeń 2025 flota Solaseed Air składała się z 14 samolotów o średnim wieku 11,5 lat:
| Samolot        | Samolot | Samolot   | Liczba miejsc | Uwagi |
| Model          | Aktywne | Zamówione | Liczba miejsc | Uwagi |
| -------------- | ------- | --------- | ------------- | ----- |
| Boeing 737-800 | 14      | -         | 174           |       |
| Boeing 737-800 | 14      | -         | 176           |       |
| Łącznie        | 14      | 0         |               |       |